# Onthophagus papuensis
Onthophagus papuensis là một loài bọ cánh cứng trong họ Bọ hung (Scarabaeidae).